# Geraint Evans
Sir Geraint Evans (ur. 16 lutego 1922 w Pontypridd, zm. 19 września 1992 w Aberystwyth) – walijski śpiewak operowy, baryton.

## Życiorys
Studia muzyczne odbył w Cardiff, w czasie II wojny światowej służył w RAF. W 1945 roku był spikerem brytyjskiej wojskowej rozgłośni radiowej w Hamburgu, gdzie po demobilizacji pozostał, ucząc się śpiewu u Theo Hermanna. Następnie kształcił się w Genewie u Fernando Carpiego oraz u Waltera Hyde’a w Guildhall School of Music and Drama w Londynie. Zadebiutował jako Strażnik w Śpiewakach norymberskich na deskach Covent Garden Theatre w 1948 roku. Ze sceną tą związany był następnie przez wiele lat, brał tam udział w prapremierach wielu współczesnych oper brytyjskich, m.in. Benjamina Brittena Billy Budd (1951, jako Mr Flint) i Gloriana (1953, jako Montjoy) i Williama Waltona Troilus i Kresyda (1954, jako Antenor). Od 1949 do 1961 roku regularnie gościł na festiwalu operowym w Glyndebourne. W 1960 roku debiutował w La Scali jako Figaro w Cyruliku sewilskim. W 1964 roku w tytułowej roli w Falstaffie debiutował na deskach nowojorskiej Metropolitan Opera, rolę tę kreował też w 1975 roku pod batutą Kazimierza Korda w trakcie występu w Teatrze Wielkim w Warszawie. W 1984 roku rolą Dulcamary w Napoju miłosnym na deskach Covent Garden Theatre pożegnał się ze sceną.
Do jego popisowych ról należały Figaro w Weselu Figara, Leporello w Don Giovannim, Papageno w Czarodziejskim flecie, Beckmesser w Śpiewakach norymberskich, Wozzeck w Wozzecku.
Komandor Orderu Imperium Brytyjskiego (1959). W 1969 roku otrzymał tytuł szlachecki. W 1984 roku ukazała się jego autobiografia Sir Geraint Evans: A Knight at the Opera, napisana we współpracy z Noëlem Goodwinem.